# 쿰라 (차드)
쿰라(프랑스어: Koumra)는 차드 남부에 위치한 도시로, 망둘 주의 주도이며 인구는 38,220명(2008년 기준), 높이는 414m이다.

## 인구
| 연도 | 인구   |
| ---- | ------ |
| 1993 | 26 702 |
| 2008 | 38 220 |